# Tulipeae
Tulipeae es una tribu de plantas de flores perteneciente a la familia Liliaceae. Comprende los siguientes géneros.

## Géneros
- Erythronium L.
- Gagea Salisb.
- Lloydia Salisb. ex Rchb.
- Tulipa L.[1]